# Ondřej Horák (spisovatel)
Ondřej Horák (* 20. března[zdroj?] 1977) je český spisovatel a literární kritik.

## Život
V mládí se věnoval sportu, gastronomii, hudbě a literatuře. Pracoval jako kuchař, skladník, účetní, redaktor a šéfredaktor literárního časopisu Tvar a redaktor v Lidových a Hospodářských novinách. Pomáhal s psaním knih Zdeňka Pohlreicha, Jakuba Vágnera a Jaromíra Bosáka a vedle toho se živí jako knižní redaktor. V roce 2013 debutoval románem Dvořiště.

## Dílo
- Dvořiště, 2013
- Tvrdohlavý muž, 2014
- Liga opravdových mistrů, 2014
- Sametání pod koberec, 2015
- Boží zboží, 2015
- Nebožtík, 2017
- Mrtvá schránka, Fra, 2018
- Pohlavní styky: Kratochvilná veselohra, Fra, 2021